# 瑞保縣
瑞保縣為緬甸實皆省轄下的縣，其區域面積為14,860.0平方公里，2014年人口1,433,343人。該縣下分7個市鎮。瑞保為該縣之首府。該縣產業以稻作、漁業及林業為主。

## 主要市鎮
以下為瑞保縣主要镇区：
- 欽烏鎮區（Khin-U Township）
- 瑞保镇区（Shwebo Township）
- 韋萊鎮區（Wetlet Township）